# Château de Bran
Le château de Bran (Castelul Bran en roumain) près de Brașov en Transylvanie, non loin de la limite avec la Valachie, est un monument historique classé et un lieu touristique de Roumanie.
Le château est redevenu la propriété des Habsbourg, comme il l'avait déjà été avant 1918, au temps de l'Autriche-Hongrie, mais le premier château a été construit par les chevaliers Teutoniques au début du XIIIe siècle bien avant la dynastie habsbourgeoise. Surnommé « le château de Dracula », il est associé, dans la mémoire collective, à Vlad III l'Empaleur (tout aussi improprement que le château de Hunedoara puisqu'il n'y a probablement jamais séjourné). Seules les cours royales de Curtea de Arges et de Târgoviște, ainsi que la citadelle de Poenari peuvent lui être associées, mais elles se trouvent en Valachie et non en Transylvanie.

## Histoire

### Origines

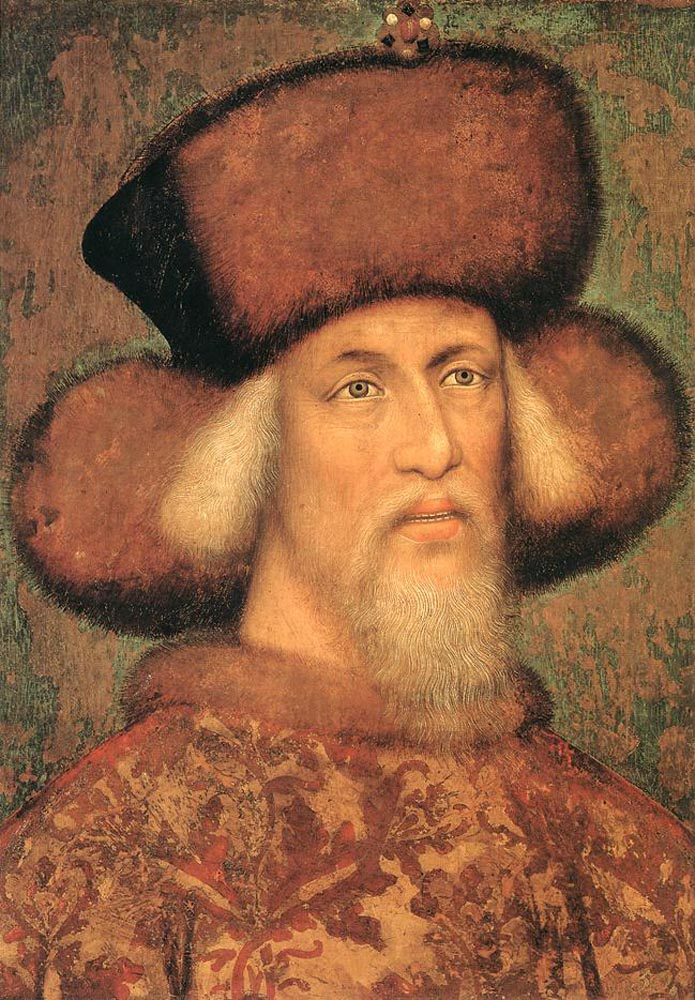
Le roi de Hongrie Sigismond de Luxembourg.

Le premier château de Bran a été construit pour les chevaliers Teutoniques au début du XIIIe siècle pour contrôler le col de Rucăr-Bran, une route commerciale stratégique reliant la Transylvanie et la Valachie. Ce château initial était en bois et la garde permanente était constituée de soldats locaux et de quelques chevaliers de la ville voisine de Christian, construite elle aussi par les chevaliers Teutoniques. La tour de garde en bois fut assiégée et brûla totalement en 1242 lors de l'invasion des Mongols.
En 1377, le roi de Hongrie, Louis Ier, missionne la ville de Brașov pour construire une nouvelle forteresse de pierre au sommet du rocher de Bran (Dietrich-Stein en allemand), en vue d'établir une position contrôlant la passe. À l'origine, la garnison est composée d'archers saxons. Il s'agit aussi de collecter les droits de douane des marchands valaques ou saxons qui l'empruntent. Une fois achevé, le château et ses environs sont gouvernés par un Pârcălab (déformation roumaine de l'allemand Burgwach signifiant « châtelain » ou « castellan ») rétribué par la Chambre du Conseil de Brașov. Plus tard, le château passe de la ville de Brașov au roi de Hongrie Sigismond de Luxembourg : durant cette période, un rapprochement s'opère entre la Valachie et le royaume de Hongrie. Le voïvode valaque Mircea Ier de Valachie, allié de Sigismond, affronte son rival Vlad Ier l'Usurpateur dans un conflit de succession, et un document datant de 1412 fait état d'un droit d'occupation et d'usage du château pour Mircea.
Il est restauré et des tours sont ajoutées pendant cette période valaque, qui ne dure que quelques décennies, après quoi le château devient propriété des voïvodes de Transylvanie. En 1663, la tour poudrière explose et endommage gravement le côté ouest du château, mais elle est reconstruite. En 1699, les Habsbourg deviennent princes de Transylvanie et, par conséquent, propriétaires du château. Mais fin 1918, leur empire s'effondre et, le 1er décembre 1920, le château, en parfait état avec toitures, fenêtres, citernes et ameublement, devient propriété de la maison royale de Roumanie, branche cadette des Hohenzollern, par un édit du maire saxon de Bran, Karl Schnell.

### Période contemporaine

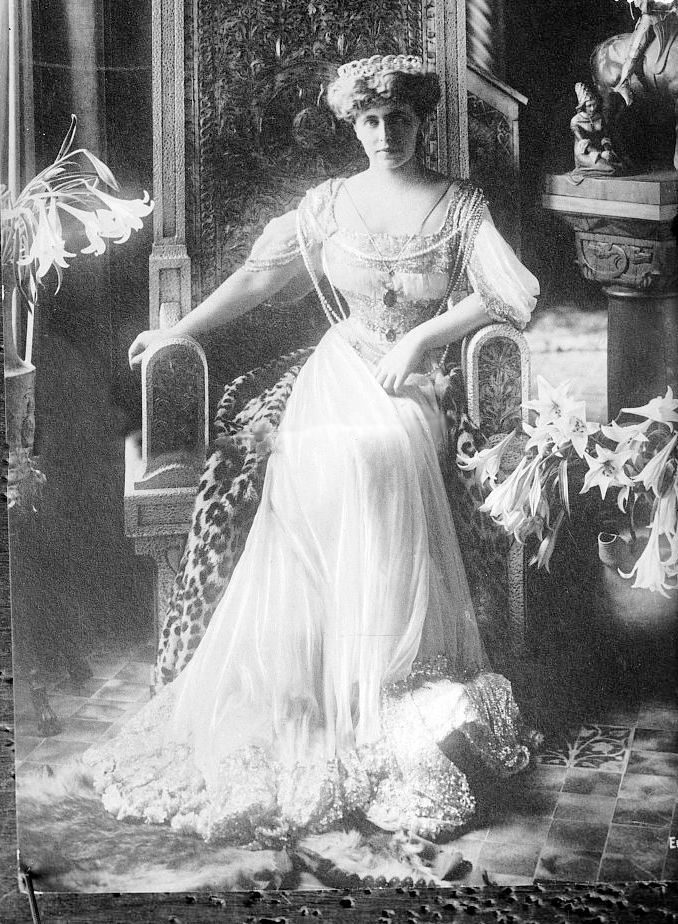
La reine Marie de Roumanie.

Le château de Bran reste en possession de la famille royale de Roumanie durant vingt-sept ans. La reine Marie était attirée par le lieu non seulement pour sa position mais aussi pour « son ambiance médiévale dans laquelle la souveraine s'est parfaitement intégrée ». Bran était une de ses deux résidences préférées, avec Balcic.
Entre 1920 et 1930, le château est de nouveau restauré et transformé en résidence d’été de la famille royale. Les travaux sont conduits par l’architecte tchèque Karel Líman (ro) qui avait travaillé également aux châteaux de Peleș et Pelișor. Après la rétrocession de la Dobroudja du Sud à la Bulgarie, en 1940, par le traité de Craiova, le cœur de la reine Marie est enlevé de Balcic, où il était conservé, et déposé à Bran, dans la colline faisant face au château.

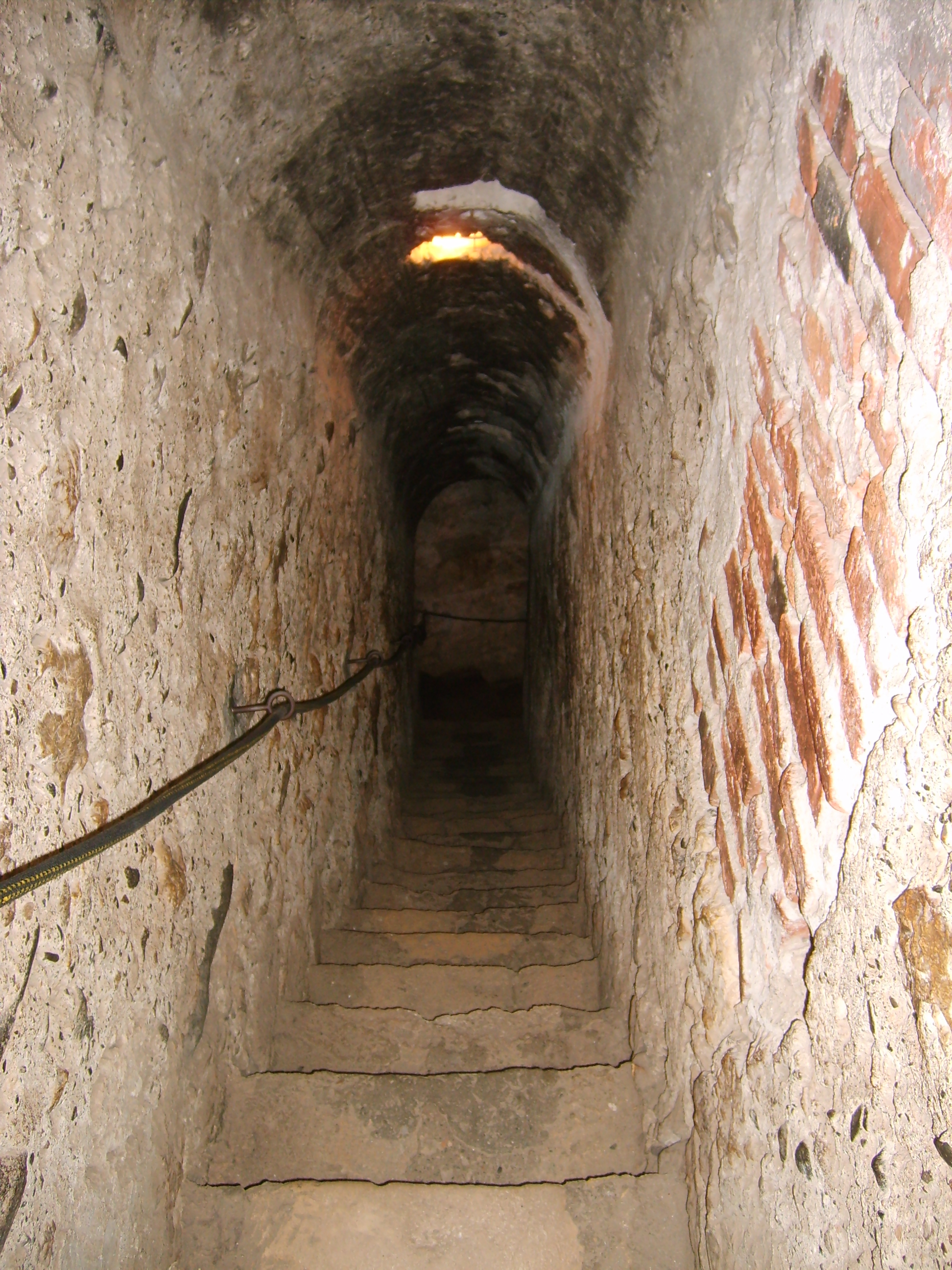
Le passage secret.

En 1927, pendant le règne de la reine Marie, on découvre un passage secret reliant deux étages du château, dont on suppose qu’il avait été creusé dans l’épaisseur des murailles pour permettre d’évacuer les lieux discrètement et rapidement, mais au profit de qui ? Les conjectures font état d'amants, d'espions, de secrètes ambassades, etc. Un tunnel secret est aussi mis au jour, lorsqu’un enfant y tombe accidentellement : on découvre ainsi que la fontaine du jardin intérieur et la base du château communiquent.
Après que le ministre soviétique Andreï Vychinski a contraint le roi Michel Ier à abdiquer fin 1947, le château est confisqué par la république populaire roumaine. La forteresse est transformée en musée national d’histoire et d’arts médiévaux et est ouverte aux visiteurs dans les années 1950. Le 26 mai 2006, au terme d’une longue procédure, le château de Bran a été restitué à son propriétaire, Dominic von Habsbourg, le petit-fils de la reine Marie, 58 ans après avoir été confisqué. Cet architecte vivant aux États-Unis a signé une convention assurant que le château restera un musée jusqu’en 2009, mais le 10 janvier 2007, la presse annonce que la famille Habsbourg a mis en vente le château de Bran pour la somme de 57 millions d’euros. Cela suscite un scandale médiatique, l’économie roumaine étant beaucoup moins prospère que celle des États-Unis, et l’État roumain se dit intéressé par un éventuel rachat mais déclare que « le prix est indécent et exagéré par rapport à la valeur réelle du château », estimé à 25 millions d’euros. Finalement, il s'avère que la vente du château n'était qu'une rumeur,. Suivant les sources, le château attire entre 400 000 et 500 000 visiteurs par an, à cause de son nouveau statut légendaire de « château de Dracula », et génère environ un million d’euros de recette annuelle.

## Association à Dracula

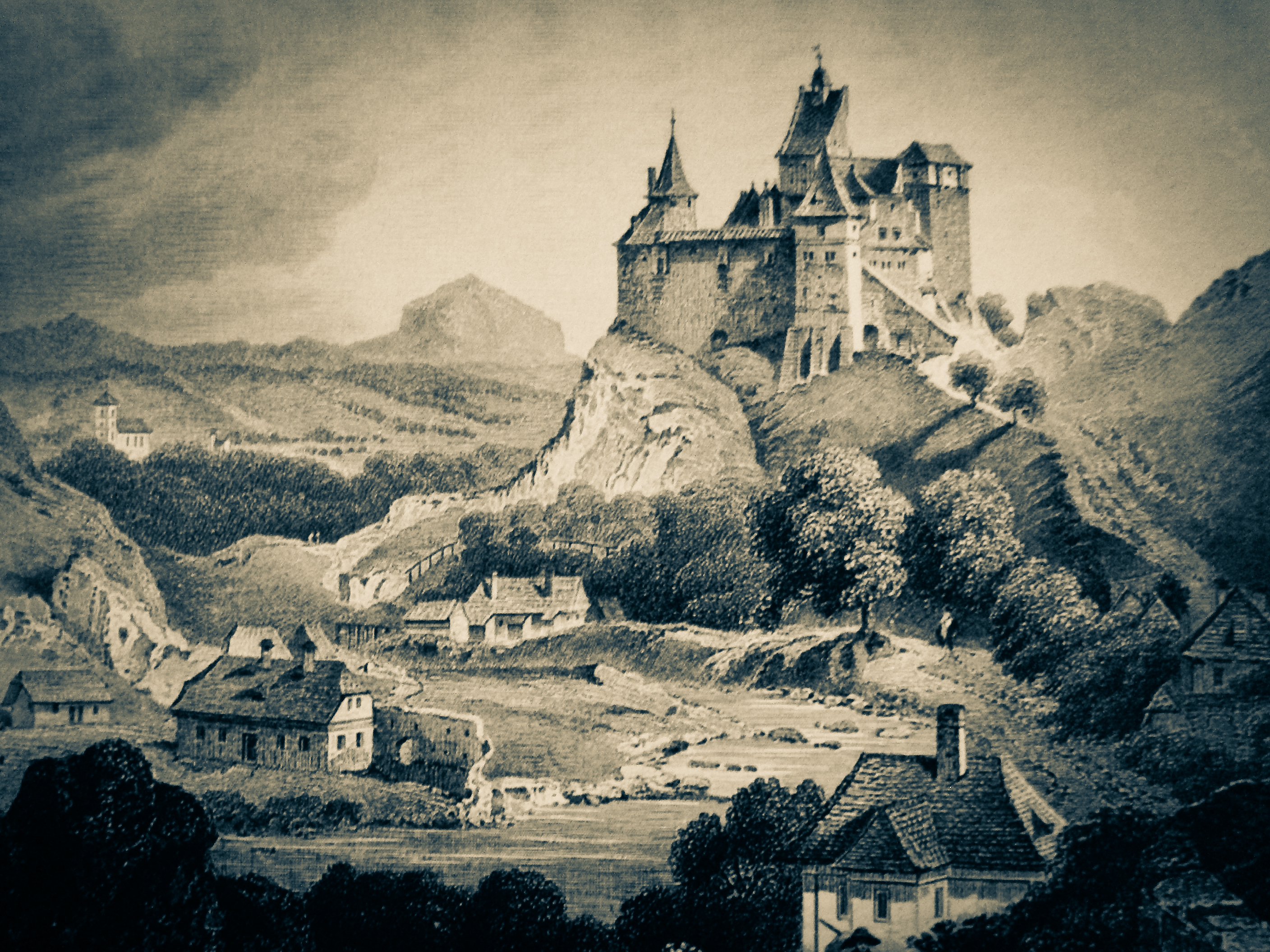
Le château de Bran, lithographie de Ludwig Rohbock.

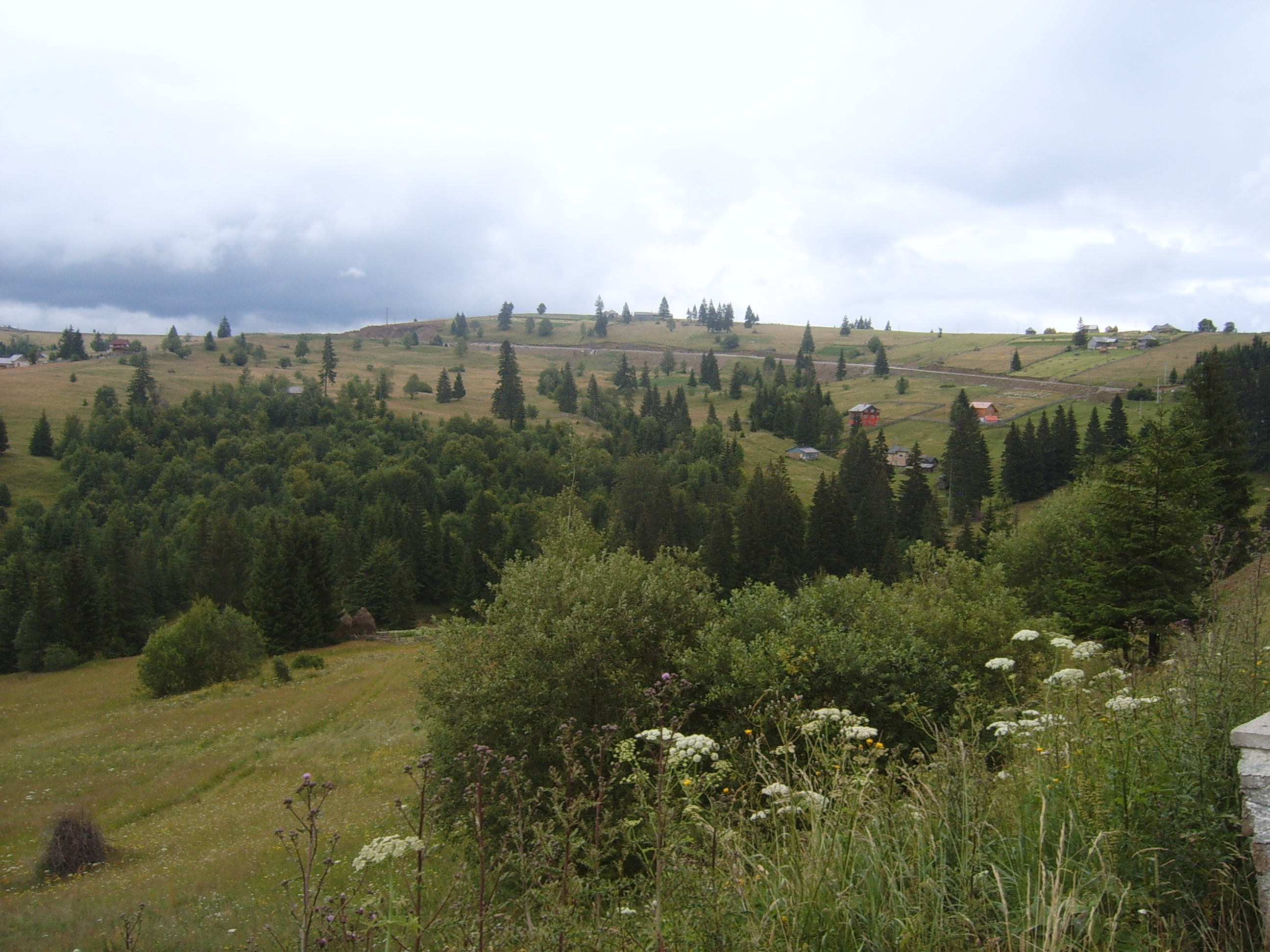
Le col de Borgo.

Dans le roman de Bram Stoker, le château de « Dracula » est situé dans une autre région de Transylvanie : le col de « Borgo » (Bârgău), au-delà de Bistritz (Bistrița), et Bran n’y est jamais mentionné. Mais à Borgo (Bârgău-Tihuța), il n’y a aucun château, et Bran correspond assez à l’image que véhicule la mythologie de Dracula. Selon un guide touristique de la région de Bran, Vlad III l'Empaleur (Vlad Țepeș), dit « Dracula », après avoir perdu son trône de Valachie, aurait reçu du voïvode Iancu de Hunedoara la tâche de défendre la frontière sud de la Transylvanie et aurait ainsi « pu faire halte au château ». Mais aucun document historique ne corrobore la présence de Vlad Țepeș à Bran, et, de plus, le château n’était pas la propriété de la Valachie pendant le règne de Vlad. Le 31 octobre 2016, un groupe d’investisseurs privés composé notamment de Dacre Stoker, arrière-petit-neveu de Bram Stoker, et de l’architecte Gabriel Henegar lancent, via une plateforme de financement participatif, une campagne en vue de créer un « Dracula Village ». Dans une optique de tourisme de masse, il s’agit d’imaginer et créer les décors d’un village de style médiéval mi-gothique, mi-roumain, où serait exploité commercialement le mythe de Dracula ainsi que l’artisanat roumain, mais les partisans d’un tourisme responsable contestent ce projet et lui préféreraient une valorisation du patrimoine historique, rural, culturel et naturel de la région à travers la mise en place d’un géoparc « Carpathus-Rucăr-Bran ».

## Tourisme

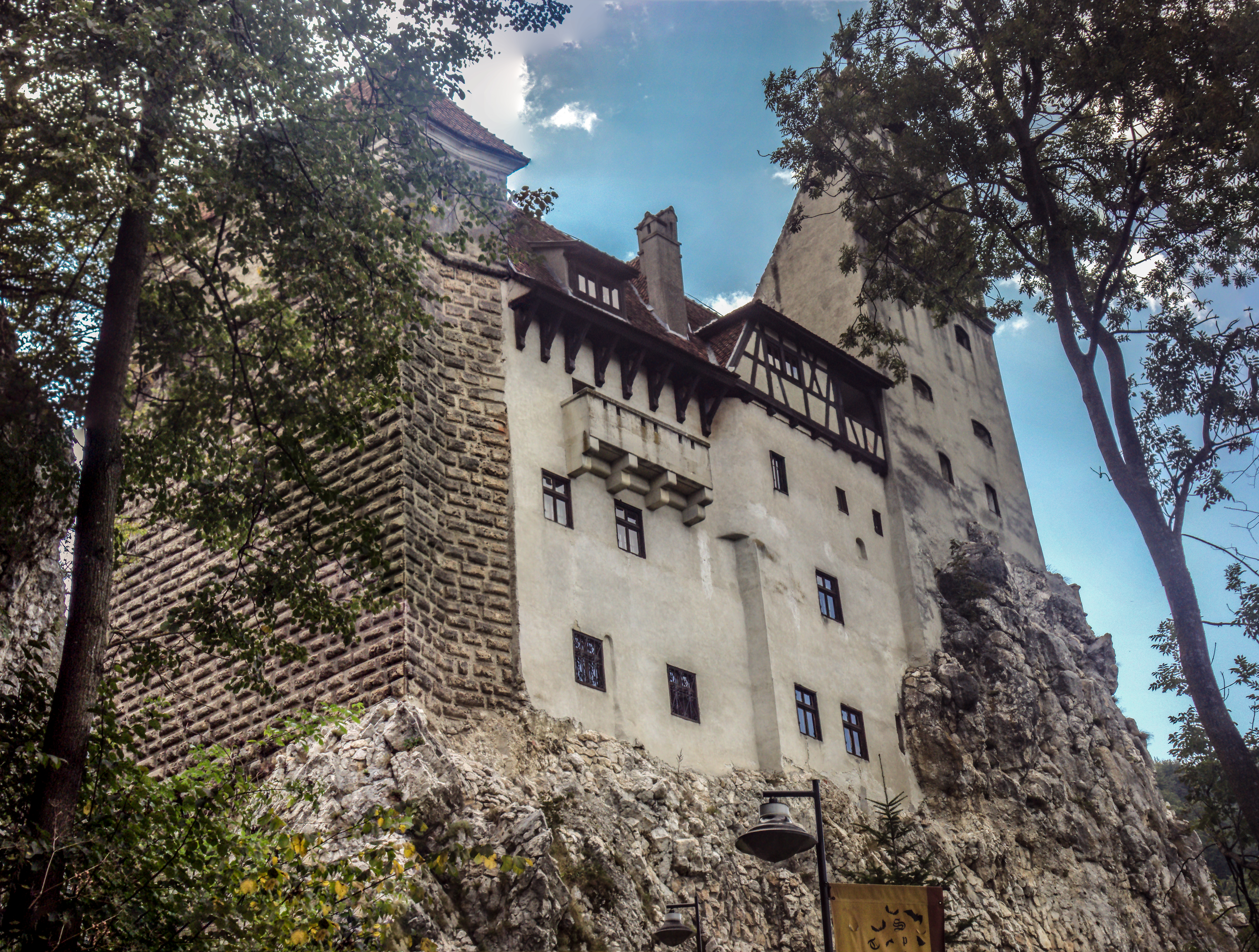
Façade du château de Bran.

En 2014, une partie du château de Bran peut encore être visitée, mais bien des pièces restent fermées. Des vêtements de l’époque sont exposés, ainsi que des meubles, quelques armes et des tapis. À l’extérieur, on trouve des exemples de chaumières roumaines, où les visiteurs peuvent imaginer la vie des habitants d’autrefois. Au Moyen Âge, Bran était un village transylvain typique : château princier, entouré de quelques grosses maisons bourgeoises fortifiées, saxonnes ou hongroises, elles-mêmes entourées de la multitude de maisonnettes en bois, pisé et chaume des Valaques, alors asservis et relégués dans les posade forestières : c'était l’image d’une société foncièrement inégalitaire gouvernée par l’« Union des trois nations », un pacte de 1438 qui a perduré jusqu'au XVIIIe siècle et à la Révolution transylvaine de 1784.

## Galerie

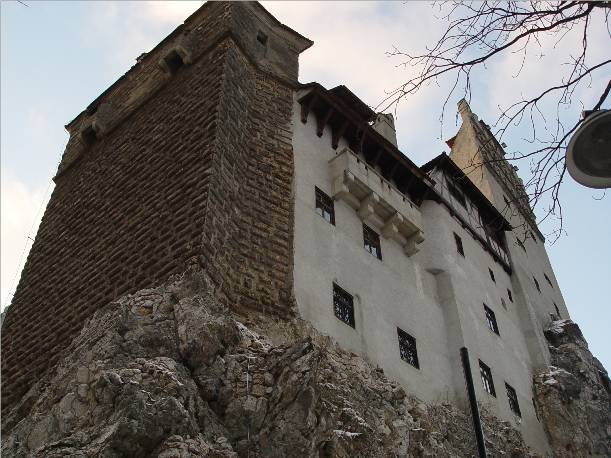
Le soubassement et l'édifice.
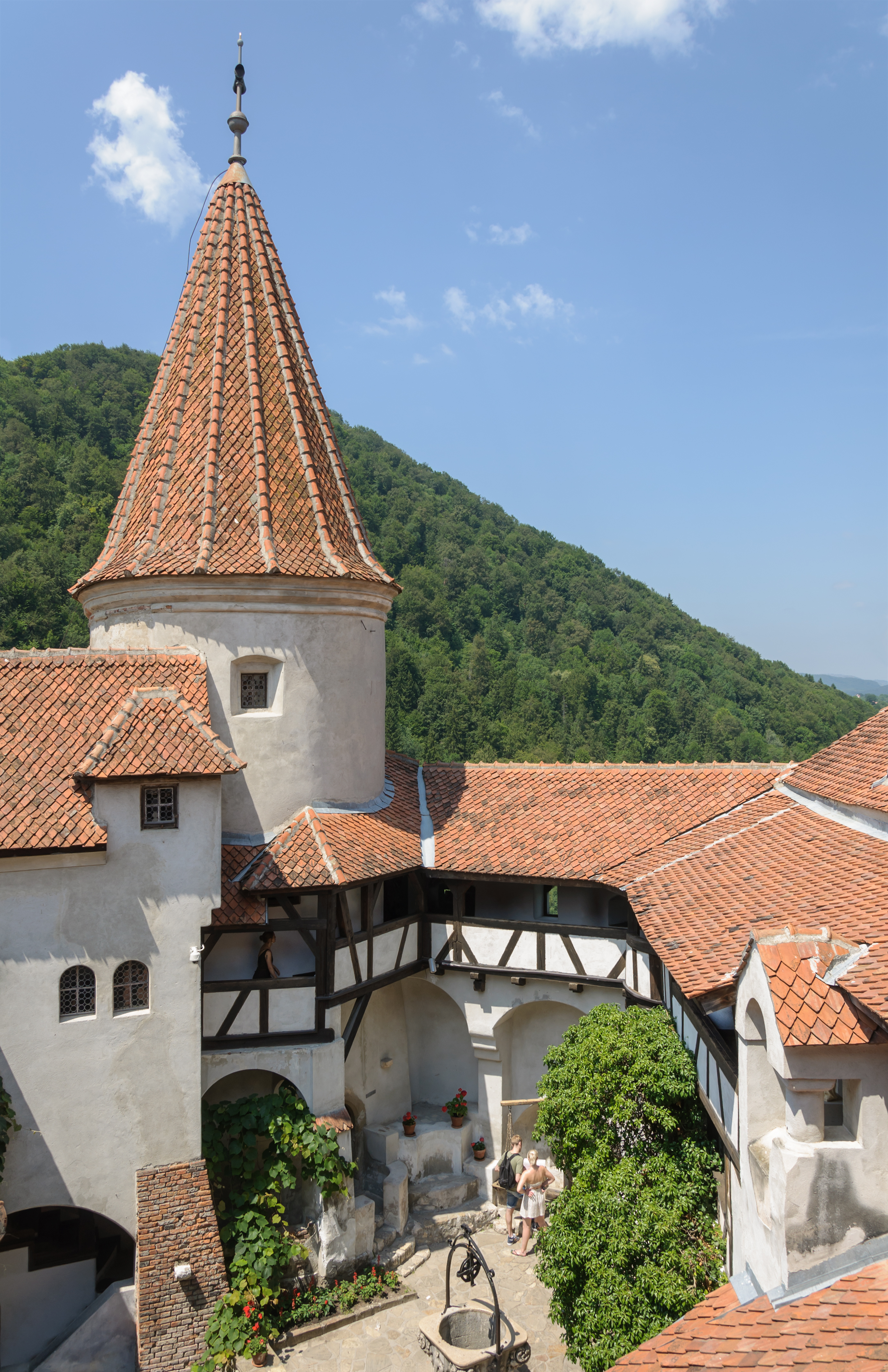
La cour intérieure et la tour ronde.
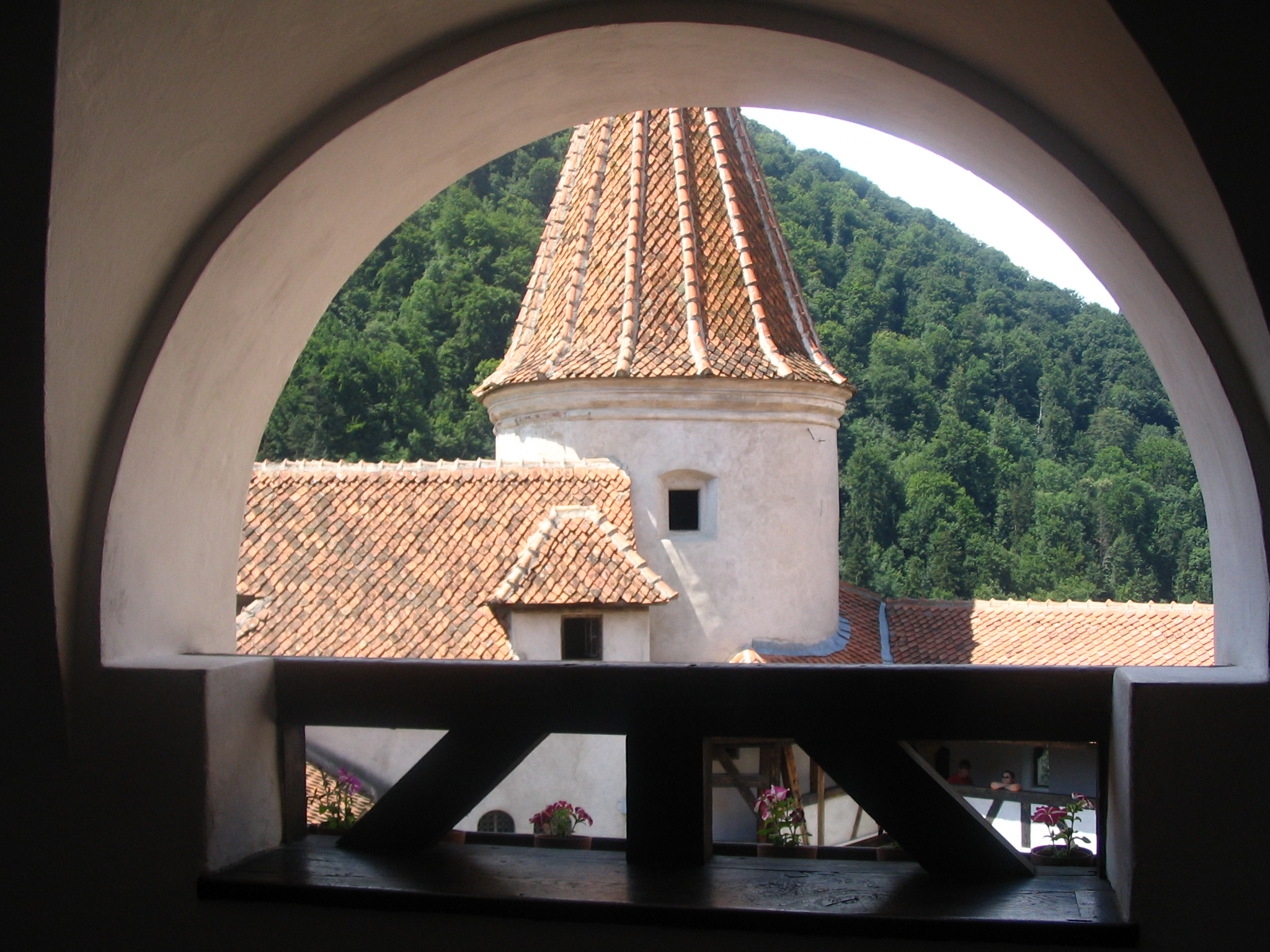
Vue de l'intérieur.